# Yew-Ching Wong
Pour les articles homonymes, voir Wong.
Yew-Ching Wong est un maître de kung-fu né [Quand ?] dans la province du Guangdong. 
Il apprend le kung-fu à l’âge de six ans avec son père Wong Ming Kwong et un oncle du village qui était un frère de kung-fu de Lum Jo.
Après la Seconde Guerre mondiale, en 1950, la famille Wong émigre à Hong Kong. Lorsque Wong montra la forme sup yin qu’il avait appris avec son père, Lum Jo s’adressa à son père en riant : « vieil homme, votre fils pratique bien mieux que le meilleur de mes élèves ».
Vivant à l’école de Lum Jo, Yew-Ching Wong apprit tout du style hung-gar et de la médecine des os et soigna les différentes fractures et blessures des élèves.
Dans le même temps il étudie le style du Nord avec un frère de kung-fu de Lum Jo, Kwan Duk expert en style tai-shen pek kwa (une combinaison du style du singe et des mains coupantes) style qui vient de la province de Shandong.
Wong pratique le style bagua avec le fameux Kao I-sheng et un style de tai-chi-chuan kuang ping Yang tai chi (une branche rare de taiji style Yang) de Kuo Lieng Yang.
Il s’établit à San Francisco en 1963 et ouvrit sa première école en 1966. Il organisa le premier festival d’arts martiaux d’Amérique en 1968.
Wong est un ardent défenseur du traditionalisme. Pour lui, le kung-fu traditionnel pratiqué par les premières générations était plus vertueux.
Il y a des principes profonds à la base des techniques ; il ne s’agit pas d’acquérir l’adresse spécifique pour effectuer de beaux mouvements, mais surtout de savoir comment appliquer la technique avec efficacité.
Les pratiquants de hung-gar dépendent aussi bien de la vitesse que de la puissance de leurs techniques pour vaincre.
Il possède une école en France et une en République tchèque.